# Yerkebuian Shynaliyev
Yerkebuian Shynaliyev (in kazako Еркебулан Шыналиев?; 7 ottobre 1987) è un pugile kazako.

## Palmarès

### Olimpiadi
- 1 medaglia:
  - 1 bronzo (Pechino 2008 nei pesi medio-massimi)

### Mondiali dilettanti
- 1 medaglia:
  - 1 bronzo (Chicago 2007 nei pesi medio-massimi)